# Серікова Оксана Олександрівна
Оксана Олександрівна Серікова (11 червня 1985, Амвросіївка, Донецька область) — українська плавчиня.
Учасниця Олімпійських Ігор 2008 року. Майстер спорту України міжнародного класу. Представляла Донецьку область.